# Analiza dynamiczna
Analiza dynamiczna jest analitycznym badaniem odpowiedzi (czyli zachowania się) układu mechanicznego poddanego działaniu wymuszenia (obciążenia) zmiennego w czasie. Badanie takie jest możliwe tylko na podstawie konkretnego modelu obliczeniowego. Dla realnych układów mechanicznych zaproponowanie adekwatnego modelu jest jednak możliwe jedynie wtedy, gdy znane są rzeczywiste własności dynamiczne modelowanego obiektu. Można je określić tylko na podstawie odpowiednich pomiarów wykonanych na tym obiekcie.
Najczęściej stosowane w praktyce obliczeniowej są modele powstające w wyniku zastosowania dyskretnego opisu wszystkich (także nieliniowych) własności fizycznych badanych obiektów np. za pomocą metody elementów skończonych.

## Model dyskretny
Najbardziej uniwersalnym podejściem do analizy dynamicznej jest budowa liniowego modelu dyskretnego o skończonej liczbie stopni swobody. Model taki wykorzystywany jest powszechnie w metodach takich jak np. metoda elementów skończonych. Istota tego modelu polega na opisaniu pola przemieszczeń kontinuum w sposób przybliżony, za pomocą prostych funkcji np. wielomianów zbudowanych na bazie parametrów przypisanych węzłom dostatecznie gęstej siatki dzielącej kontinuum na elementy o skończonych rozmiarach (elementy skończone). Dzięki temu stan przemieszczenia w takim modelu może być jednoznacznie opisany za pomocą wektora {\displaystyle {\vec {Q}}(t)=[Q_{1}(t),\ Q_{2}(t),...\ Q_{n}(t)]^{T}} o skończonej liczbie współrzędnych mających interpretację przemieszczeń węzłowych. W takiej interpretacji na węzły układu działają siły czynne
- {\displaystyle {\vec {S}}(t)=-\ K{\vec {Q}}(t)} – sprężystości,
- {\displaystyle {\vec {T}}(t)=-\ C{\dot {\vec {Q}}}(t)} – tłumienia,
- {\displaystyle {\vec {B}}(t)=-\ M{\ddot {\vec {Q}}}(t)} – bezwładności,

gdzie przez K, C i M oznaczono macierze o rozmiarach {\displaystyle (n\times n)} odpowiednio: sztywności, tłumienia i bezwładności.
Na podstawie równania (ruchu) równowagi w sensie d’Alemberta
{\displaystyle K{\vec {Q}}(t)+C{\dot {\vec {Q}}}(t)+M{\ddot {\vec {Q}}}(t)+{\vec {P}}(t)=0}
otrzymujemy
{\displaystyle M{\ddot {\vec {Q}}}(t)+C{\dot {\vec {Q}}}(t)+K{\vec {Q}}(t)={\vec {P}}(t).\qquad \qquad {\text{(a)}}}
Równanie (a) stanowi podstawę analizy dynamicznej.

## Całkowanie równania ruchu
Podstawowym celem analizy dynamicznej jest obliczanie odpowiedzi {\displaystyle {\vec {Q}}(t)} modelu na działające wymuszenie {\displaystyle {\vec {P}}(t).} Poza nielicznymi przypadkami szczególnymi, kiedy można uzyskać ścisłe rozwiązanie analityczne, odpowiedź musi być liczona numerycznie. Istnieje wiele algorytmów numerycznego całkowania równania ruchu. W każdym z tych algorytmów operuje się odpowiednimi aproksymacjami funkcji {\displaystyle {\vec {Q}}(t)} bądź też {\displaystyle {\ddot {\vec {Q}}}(t).}
Najczęściej stosowane algorytmy ogólne, umożliwiające obliczenia odpowiedzi również w przypadkach nieliniowych, działają na zasadzie krok-po-kroku. I tak na przykład przy całkowaniu z krokiem {\displaystyle h} równania
{\displaystyle {\ddot {\vec {Q}}}(t)={\vec {f}}[t,\ {\vec {Q}}(t),{\dot {\vec {Q}}}(t)]}
metodą QDAMN stosuje się przekształcenie
{\displaystyle {\ddot {\vec {Q}}}=M^{-1}(t){\vec {f}}[t,\ {\vec {Q}}(t),{\dot {\vec {Q}}}(t)]={\vec {F}}[t,\ {\vec {Q}}(t),{\dot {\vec {Q}}}(t)]}
i na podstawie warunków początkowych ruchu w chwili {\displaystyle t_{0}}
{\displaystyle {\vec {Q}}_{0},\quad {\dot {\vec {Q}}}_{0},\quad {\ddot {\vec {Q}}}_{0}={\vec {F}}[t_{0},\ {\vec {Q}}_{0},\ {\dot {\vec {Q}}}_{0}],}
oblicza się pierwsze przybliżenie wartości rozwiązania w punkcie {\displaystyle t_{h}=t_{0}+h}
{\displaystyle {\ddot {\vec {Q}}}_{h}^{(1)}={\ddot {\vec {Q}}}_{0},\quad {\dot {\vec {Q}}}_{h}^{(1)}={\dot {\vec {Q}}}_{0}+h{\ddot {\vec {Q}}}_{0},\quad {\vec {Q}}_{h}^{(1)}={\vec {Q}}_{0}+h{\dot {\vec {Q}}}_{0}+{\frac {1}{2}}h^{2}{\ddot {\vec {Q}}}_{0}.}
Kolejne przybliżenia otrzymuje się iteracyjnie na podstawie wzorów rekurencyjnych dla {\displaystyle k=1,\ 2,\ 3,....}
{\displaystyle {\dot {\vec {Q}}}_{h}^{(k+1)}\!={\dot {\vec {Q}}}_{h}^{(k)}+\int \limits _{0}^{h}{\ddot {\vec {Q}}}^{(k)}(t)dt={\dot {\vec {Q}}}_{h}^{(k)}(t)+\int \limits _{0}^{h}{\vec {F}}[t,\ {\vec {H}}^{(k)}(t),\ {\dot {\vec {H}}}^{(k)}(t)],}
{\displaystyle {\vec {Q}}_{h}^{(k+1)}\!={\vec {Q}}_{h}^{(k)}+h{\dot {\vec {Q}}}_{h}^{(k)}+\int \limits _{0}^{h}\int \limits _{0}^{t}{\vec {F}}[t,\ {\vec {H}}^{(k)}(\tau ),\ {\dot {\vec {H}}}^{(k)}(\tau )]d\tau dt,}
{\displaystyle {\ddot {\vec {Q}}}_{h}^{(k+1)}={\vec {F}}[t_{h},\ {\vec {Q}}_{h}^{(k+1)},\ {\dot {\vec {Q}}}_{h}^{(k+1)}],}
w których przez {\displaystyle {\vec {H}}(t)} oznaczono interpolacyjne wielomiany Hermite’a piątego stopnia przybliżające funkcję {\displaystyle {\vec {Q}}(t)} i jej pochodną {\displaystyle {\dot {\vec {Q}}}(t)} w przedziale {\displaystyle [t_{0},\ t_{h}].}

## Częstości i formy własne
Każdy model układu drgającego, o n stopniach swobody, odznacza się pewnymi charakterystycznymi właściwościami dynamicznymi. Okazuje się mianowicie, że może on wykonywać proste, pojedyncze drgania harmoniczne, ale tylko ze ściśle określonymi tzw. kołowymi częstościami drgań własnych{\displaystyle \omega _{i},\;i=1,\ 2,\ 3,...\ n.} Częstości te tworzą widmo dyskretne
{\displaystyle \Omega =(\omega _{1},\omega _{2},...\omega _{n}),\qquad \qquad \omega _{1}\leqslant \omega _{2}\leq ...\leq \omega _{n}.}
Te pojedyncze drgania harmoniczne o postaci
{\displaystyle {\vec {A}}_{i}\sin \omega _{i}t,\qquad i=1,\ 2,...\ n,}
są to tzw. drgania własne polegające na ruchu modelu określonym formą drgań własnych
{\displaystyle {\vec {A}}_{i}=[A_{1i},\ A_{2i},...\ A_{ni}]^{T}\in \ R^{n}}
opisującą konfigurację przestrzenną układu drgającego z częstością własną {\displaystyle \omega _{i}.}
Częstości {\displaystyle \omega _{i}} i formy drgań własnych {\displaystyle {\vec {A}}_{i},\;i=1,2,3,...\ n} oblicza się na podstawie równania swobodnych drgań nietłumionych modelu
{\displaystyle M{\ddot {\vec {Q}}}(t)+K{\vec {Q}}(t)=0.}
Jego rozwiązania o postaci
{\displaystyle {\vec {Q}}(t)={\vec {A}}_{i}\sin \omega _{i}t,\qquad {\text{dla}}\quad i=1,2,...n,}
istnieją, gdy spełniony jest warunek
{\displaystyle (-\omega _{i}^{2}M+K){\vec {A}}_{i}=0,\qquad {\text{dla}}\quad i=1,2,...n.\qquad \qquad {\text{(b)}}}
Istnienie nie zerowych rozwiązań {\displaystyle {\vec {A}}_{i}} wymaga, aby było spełnione tzw. równanie wiekowe (sekularne) częstości.
{\displaystyle Det\ (K-\omega _{i}^{2}M)=0\qquad {\text{dla}}\quad i=1,2,...n.}
Jego rozwiązania tworzą widmo częstości drgań własnych układu. Na podstawie znanych już {\displaystyle \omega _{i}} można poszukiwać rozwiązań {\displaystyle {\vec {A}}_{i}} równania (b) określających formy drgań własnych. Mogą być one wyznaczone z dokładnością do stałego mnożnika.
Wykorzystując tożsamości
{\displaystyle \omega _{i}^{2}{\vec {A}}_{k}^{T}M{\vec {A}}_{i}\equiv {\vec {A}}_{k}^{T}K{\vec {A}}_{i},}
{\displaystyle \omega _{k}^{2}{\vec {A}}_{i}^{T}M{\vec {A}}_{k}\equiv {\vec {A}}_{i}^{T}K{\vec {A}}_{k}}
i dokonując transpozycji z wykorzystaniem symetrii macierzy M i K otrzymujemy przy założeniu, że {\displaystyle \omega _{i}\neq \omega _{k},} warunek ortogonalności form drgań własnych
{\displaystyle {\vec {A}}_{i}^{T}M{\vec {A}}_{k}=0\quad {\text{dla}}\quad i\neq k,\qquad {\vec {A}}_{i}^{T}M{\vec {A}}_{i}=m_{i}.}
Jeżeli wprowadzimy nowe wektory (bazowe) {\displaystyle {\vec {U}}_{i}=(U_{i1},\ U_{i2},...,\ U_{in})^{T}} takie, że {\displaystyle {\vec {A}}_{i}={\sqrt {m_{i}}}\ {\vec {U}}_{i},} to otrzymamy
{\displaystyle m_{i}{\vec {U}}_{i}^{T}M{\vec {U}}_{i}=m_{i}\quad {\text{czyli}}\quad {\vec {U}}_{i}^{T}M{\vec {U}}_{i}=1.\qquad \qquad {\text{(c)}}}
Po wprowadzeniu macierzy modalnej {\displaystyle U=({\vec {U}}_{1}\ {\vec {U}}_{2}...\ {\vec {U}}_{n})} otrzymujemy
{\displaystyle U^{T}MU=I} i na podstawie (a) {\displaystyle U^{T}KU=diag\ (\omega _{1}^{2},\ \omega _{2}^{2},...\ \omega _{n}^{2}),}
gdzie przez {\displaystyle I} oznaczono macierz jednostkową.
Obliczenie częstości własnych {\displaystyle \omega _{i}} i odpowiadających im bazowych form własnych {\displaystyle {\vec {U}}_{i}} kończy proces rozwiązywania problemu własnego drgającego modelu.
Dowolną formę drgań swobodnych i jej pochodną można teraz zapisać w postaci
{\displaystyle {\vec {Q}}(t)=\sum _{i=1}^{n}\alpha _{i}{\vec {U}}_{i}\sin(\omega _{i}t+\varphi _{i}),}
{\displaystyle {\dot {\vec {Q}}}(t)=\sum _{i=1}^{n}\alpha _{i}\omega _{i}{\vec {U}}_{i}\cos(\omega _{i}t+\varphi _{i}).}
Po wykorzystaniu (c) warunki początkowe ruchu {\displaystyle {\vec {Q}}(0),{\dot {\vec {Q}}}(0)} prowadzą do wzorów
{\displaystyle {\vec {U}}_{i}^{T}M{\vec {Q}}(0)=\alpha _{i}\sin(\varphi _{i})=s_{i},\qquad {\vec {U}}_{i}^{T}M{\dot {\vec {Q}}}(0)=\alpha _{i}\omega _{i}\cos(\varphi _{i})=c_{i}.}
Na ich podstawie otrzymujemy następujące wartości parametrów {\displaystyle \varphi _{i},\ \alpha _{i}\!{:}}
- gdy {\displaystyle c_{i}\neq 0,\ s_{i}\neq 0:\quad \varphi _{i}=\arctan {\bigg (}\omega _{i}{\frac {s_{i}}{c_{i}}}{\bigg )},\quad \alpha _{i}={\frac {s_{i}}{\sin(\varphi _{i})}}={\frac {c_{i}}{\omega _{i}\cos(\varphi _{i})}},}
- gdy {\displaystyle c_{i}=0:\quad \varphi _{i}={\frac {\pi }{2}},\quad \alpha _{i}=s_{i},}
- gdy {\displaystyle s_{i}=0:\quad \varphi _{i}=0,\quad \alpha _{i}={\frac {c_{i}}{\omega _{i}}},}
- gdy {\displaystyle c_{i}=0,\ s_{i}=0:\quad \varphi _{i}\;\;{\text{jest nieokreślone,}}\quad \alpha _{i}=0.}

## Analiza modalna
Dysponowanie bazą form drgań własnych {\displaystyle U=[{\vec {U}}_{1},\ {\vec {U}}_{2},...\ {\vec {U}}_{n}]} pozwala zapisać dowolną formę drgań (swobodnych lub wymuszonych) w postaci
{\displaystyle {\vec {Q}}(t)=U{\vec {G}}(t)}
przedstawiającej tę dowolną formę jako zmienną w czasie kombinację liniową unormowanych form drgań własnych tworzących bazę {\displaystyle U.} Po podstawieniu tej reprezentacji do równania ruchu
{\displaystyle M{\ddot {\vec {Q}}}(t)+C{\dot {\vec {Q}}}(t)+KU{\vec {Q}}(t)={\vec {P}}(t)\qquad \qquad {\text{(d)}}}
otrzymujemy
{\displaystyle MU{\ddot {\vec {G}}}(t)+CU{\dot {\vec {G}}}(t)+KU{\vec {G}}(t)={\vec {P}}(t).}
Mnożąc lewostronnie przez {\displaystyle U^{T}} i uwzględniając związki (c) mamy
{\displaystyle {\ddot {\vec {G}}}(t)+\Gamma {\dot {\vec {G}}}(t)+\Omega ^{2}{\vec {G}}(t)=U^{T}{\vec {P}}(t)={\vec {F}}(t),\qquad \qquad {\text{(e)}}}
gdzie {\displaystyle \Gamma =U^{T}CU,\quad \Omega =diag\ (\omega _{1},\ \omega _{2},...\ \omega _{n}).}
W celu sprowadzenia macierzy {\displaystyle \Gamma } do postaci diagonalnej najczęściej stosuje się przyjęcie, że {\displaystyle C=\beta M+\delta K,} dzięki któremu macierz {\displaystyle \Gamma } przybiera postać
{\displaystyle \Gamma =U^{T}CU=U^{T}(\beta M+\delta K)U=\beta I+\delta \Omega ^{2}=diag\ [\gamma _{1},\ \gamma _{2},...\ \gamma _{n}],\quad \gamma _{i}=\beta +\delta \omega _{i}^{2}.}
Dzięki tym zabiegom wektorowe równanie ruchu (d) rozpada się na n niezależnych równań skalarnych
{\displaystyle {\ddot {G}}_{i}(t)+\gamma _{i}{\dot {G}}_{i}(t)+\omega _{i}^{2}G_{i}(t)=F_{i}(t),\quad \;F_{i}(t)={\vec {U}}_{i}^{T}{\vec {P}}(t).\qquad \qquad {\text{(f)}}}
Gdy wymuszenie ma postać modalną {\displaystyle {\vec {P}}(t)=M{\vec {U}}_{k}R(t)} wówczas mamy
{\displaystyle {\vec {F}}(t)=U^{T}{\vec {P}}(t)=U^{T}M{\vec {U}}_{k}R(t),}
czyli
{\displaystyle F_{k}(t)={\vec {U}}_{k}^{T}M{\vec {U}}_{k}R(t)=R(t),\quad F_{i}(t)=0} gdy {\displaystyle i\neq k.}
Tylko taka, modalna postać wymuszenia, może wywołać drgania (modalne) opisane pojedynczą, k-tą formą drgań własnych.
Każda z funkcji {\displaystyle G_{i}(t)} opisuje udział (modalny) i-tej formy drgań własnych {\displaystyle {\vec {U}}_{i}} w odpowiedzi {\displaystyle {\vec {Q}}(t)} modelu.
Poszczególne równania (f) można, w prostych przypadkach wymuszeń, rozwiązywać analitycznie bądź też w przypadkach złożonych stosować całkowanie numeryczne. Istotne ułatwienie stanowi fakt, że są to niezależne od siebie równania skalarne. Każda z funkcji modalnych {\displaystyle G_{i}(t)} występuje tylko w jednym i-tym równaniu i jej obliczenie przebiega tak jak dla tłumionego oscylatora harmonicznego.
W przypadku szczególnym, gdy model poddany jest wymuszeniu harmonicznemu z częstością kołową {\displaystyle \theta }
{\displaystyle {\vec {P}}(t)={\vec {P}}_{s}\sin \theta t+{\vec {P}}_{c}\cos \theta t}
mamy
{\displaystyle F_{i}(t)={\vec {U}}_{i}^{T}{\vec {P}}(t)=F_{is}\sin \theta +F_{ic}\cos \theta .}
Rozwiązanie równania (e) o postaci
{\displaystyle G_{i}(t)=G_{is}\sin \theta +G_{ic}\cos \theta }
zostaje, po podstawieniu funkcji {\displaystyle G_{i}(t)} do (e), określone w sposób następujący
{\displaystyle {\begin{bmatrix}G_{is}\\G_{ic}\end{bmatrix}}={\frac {1}{\Delta }}{\begin{bmatrix}\omega _{i}^{2}-\theta ^{2}&-\theta \gamma _{i}\\\theta \gamma _{i}&\omega _{i}^{2}-\theta ^{2}\end{bmatrix}}{\begin{bmatrix}F_{is}\\F_{ic}\end{bmatrix}},}
gdzie:
{\displaystyle \Delta =(\omega _{i}^{2}-\theta ^{2})^{2}+(\theta \gamma _{i})^{2}.}
W przypadku rezonansu tłumionego na częstości {\displaystyle \omega _{i}\;(\theta =\omega _{i},\;\gamma _{i}\neq 0),} otrzymujemy
{\displaystyle G_{is}=-\;{\frac {1}{\theta \gamma _{i}}}F_{ic},\quad G_{ic}={\frac {1}{\theta \gamma _{i}}}F_{is}.}
Gdy {\displaystyle \theta \neq \omega _{i},\;\gamma _{i}=0} odpowiedź określają wzory
{\displaystyle G_{is}={\frac {1}{\omega _{i}^{2}-\theta ^{2}}}F_{is},\quad G_{ic}={\frac {1}{\omega _{i}^{2}-\theta ^{2}}}F_{ic}}
opisujące zjawiska rezonansowe na częstościach {\displaystyle \omega _{i}.}